# Lost Color People
Lost Color People（ロストカラーピープル）は、山梨県出身の日本のバンド。

## メンバー
- 小野英明 -  ボーカル
- 向山秀人 - ベース
- 望月紀夫 - ギター
- 輿水淳 - キーボード
- 秋山周一 - ドラムス
- 大山益弘 - VJ
- Paul O'Hare - サウンドエフェクト
- 前田拓永 - ホーン

## 経歴
1999年結成。ライブバンドとして、またアーティストのサポートバンドとして活躍。英詞、和詞、インストを織り交ぜ、ロック、ソウル、ファンク、ジャズなど様々なジャンルを吸収したミクスチャーバンド。ライブではVJがフィーチャーされている。
2005年、自身の音楽活動の他に自主レーベル「..:: LCP RECORDS ::..」を設立しアーティストの発掘、リリースを開始。
2007年にフランスのテレビ「Nolife」で放映されたライブビデオが話題となり、2008年7月、パリのJapan Expo 2008に雅-miyavi-、Ra:IN、Machine、SCANDAL、AciD FLavoRらとともに招待された。
フランスではJapan Expoのステージの他に公共ラジオ「ラジオ・フランス」のPOP専門チャンネル「Le Mouv`」にゲスト出演、アコースティックライブも生放送される。ヨーロッパで先行発売されたライブ・アルバムを2008年11月に日本国内発売。

## 作品

### ディスコグラフィー
- Connectors （2003年11月26日）
- Fake it!（2005年08月24日）
- LCP LIVE!  - EU盤（2008年07月04日）
- LCP LIVE!  - 国内盤（2008年11月19日）